# رآکتور زیربحرانی

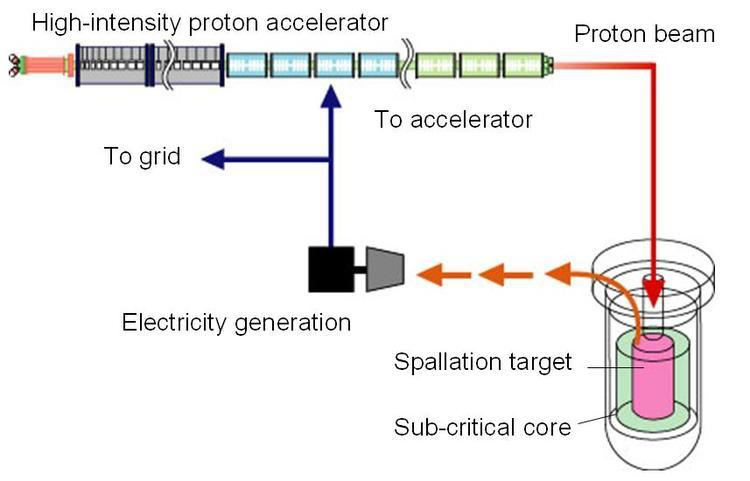
طرح‌واره‌ای از ساختار و کارکرد راکتور زیربحرانی

راکتور زیربحرانی یا راکتور ساب‌کریتیکال (به انگلیسی: Subcritical reactor) یک رآکتور هسته‌ای برای شکافت هسته‌ای است.
راکتور زیر بحرانی یک راکتور شکافت هسته ای است که بدون رسیدن حالت بحرانی شکافت، انرژی (گرمایی) تولید می کند. یک راکتور زیر بحرانی به جای ایجاد و کاربری یک واکنش زنجیره ای، از نوترون های اضافی از یک منبع بیرونی استفاده می کند. دو دسته کلی از این دستگاه ها وجود دارد. یکی از نوترون های ارائه شده توسط یک ماشین همجوشی هسته ای استفاده می کند، مفهومی که به عنوان هیبرید همجوشی-شکافت شناخته می شود. دیگری از نوترون‌هایی استفاده می‌کند که از طریق متلاشی شدن و شکافت هسته‌های سنگین توسط ذرات باردار مانند پروتون‌هایی که توسط شتاب‌دهنده ذرات شتاب می‌گیرند، استفاده می‌کند، مفهومی که به عنوان یک سیستم شتاب‌گر محور (ADS) یا راکتور فرعی شتاب‌دهنده شناخته می‌شود.
یک راکتور زیر بحرانی می تواند برای از بین بردن ایزوتوپ های سنگین موجود در سوخت استفاده شده از یک راکتور هسته ای معمولی و در عین حال تولید برق استفاده شود. عناصر فرااورانیکی ( transuranic elements) با عمر طولانی در زباله‌های هسته‌ای در اصل می‌توانند شکافته شوند و انرژی را در این فرآیند آزاد کنند و محصولات شکافتی را که عمر کوتاه‌تری دارند پشت سر بگذارند. این امر زمان دفع زباله های رادیواکتیو را به میزان قابل توجهی کوتاه می کند. با این حال، برخی از ایزوتوپ ها دارای سطح مقطع شکافت آستانه هستند و بنابراین برای شکافت نیاز به یک راکتور سریع دارند. در حالی که می‌توان آن‌ها را با نوترون‌های حرارتی به مواد شکافت‌پذیر تبدیل کرد، برخی از هسته‌ها به سه واکنش متوالی جذب نوترون برای رسیدن به ایزوتوپ شکافت‌پذیر و سپس نوترون دیگر برای شکافت نیاز دارند. همچنین، آنها به طور متوسط در هر شکافت نوترون های جدید بسیار کمی آزاد می کنند، به طوری که با سوخت حاوی کسر بالایی از آنها، نمی توان به بحرانی رسید. راکتور شتاب دهنده مستقل از این پارامتر است و بنابراین می تواند از این هسته ها استفاده کند. سه ایزوتوپ رادیواکتیو مهم در درازمدت که می‌توان به نحو مطلوبی از آن استفاده کرد، نپتونیوم-237، آمریکیوم-241 و آمریکیوم-243 هستند. مواد سلاح هسته‌ای پلوتونیوم-239 نیز مناسب است، اگرچه می‌توان آن را به روشی ارزان‌تر به عنوان سوخت MOX یا داخل راکتورهای سریع موجود مصرف کرد.
علاوه بر سوزاندن زباله های هسته ای، علاقه به این نوع راکتور وجود دارد زیرا برخلاف راکتورهای معمولی، ذاتاً ایمن تلقی می شود. در اکثر انواع راکتورهای حیاتی، شرایطی وجود دارد که در آن سرعت شکافت می‌تواند به سرعت افزایش یابد، راکتور را تخریب یا آسیب برساند و امکان خروج مواد رادیواکتیو را فراهم کند (به SL-1 یا فاجعه چرنوبیل مراجعه کنید). با یک راکتور زیر بحرانی، واکنش متوقف می شود مگر اینکه به طور مداوم نوترون ها از یک منبع خارجی تغذیه شود. با این حال، مشکل تولید گرما حتی پس از پایان دادن به واکنش زنجیره ای باقی می ماند، به طوری که خنک سازی مداوم چنین راکتوری برای مدت قابل توجهی پس از خاموش شدن، برای جلوگیری از گرم شدن بیش از حد حیاتی است. با این حال، حتی مسئله گرمای فروپاشی را می توان به حداقل رساند زیرا یک راکتور زیربحرانی نیازی به جمع آوری جرم بحرانی از مواد شکافت پذیر ندارد و بنابراین می تواند (تقریبا) به طور دلخواه کوچک ساخته شود و در نتیجه جرم حرارتی مورد نیاز یک سیستم خنک کننده اضطراری را که قادر به جذب است کاهش دهد. تمام گرمای تولید شده در چند ساعت تا چند روز پس از اسکرام.
نوترون های تاخیری
مقاله اصلی: نوترون تاخیری
موضوع دیگری که در آن یک راکتور زیربحرانی با راکتور هسته‌ای «عادی» متفاوت است ( بدون در نظر گرفتن اینکه با نوترون‌های سریع یا حرارتی کار کند) این است که همه نیروگاه‌های هسته‌ای «عادی» برای حفظ شرایط عملیاتی ایمن به نوترون‌های تاخیری متکی هستند. بسته به هسته در حال شکافت، کمی کمتر از 1 درصد از نوترون ها بلافاصله پس از شکافت (نوترون های سریع) آزاد نمی شوند، بلکه با کسری از ثانیه تا چند دقیقه تاخیر توسط محصولات شکافت که فروپاشی بتا و سپس انتشار نوترون انجام می شود. این نوترون‌های تاخیری برای کنترل راکتور ضروری هستند، زیرا زمان بین "نسل‌های" شکافت بسیار کوتاه است که فرآیندهای فیزیکی ماکروسکوپی یا مداخله انسانی نمی‌توانند یک گشتاور انرژی را تحت کنترل نگه دارند. با این حال، از آنجایی که فقط نوترون‌های تاخیری، نوترون‌های کافی برای حفظ بحرانی بودن را فراهم می‌کنند، زمان‌های واکنش چندین مرتبه بزرگ‌تر می‌شوند و کنترل راکتور امکان‌پذیر می‌شود. در مقابل، این بدان معناست که کسری بسیار کم از نوترون‌های تاخیری، یک ماده شکافت‌پذیر را برای بهره‌برداری از یک نیروگاه هسته‌ای "معمولی" نامناسب می‌کند. برعکس، یک راکتور زیر بحرانی در واقع خواص کمی بهبود یافته با سوختی با کسر نوترونی با تاخیر کم دارد. (پایین را ببینید). اتفاقاً در حالی که اورانیم-U235
در حال حاضر پر استفاده ترین ماده شکافت پذیر دارای کسر نوترونی تاخیری نسبتاً بالایی است، پلاتیم Pu239 دارای مقدار بسیار پایین تری است که - علاوه بر سایر خواص فیزیکی و شیمیایی - محتوای احتمالی پلوتونیوم را در سوخت "عادی" راکتور محدود می کند. به همین دلیل سوخت MOX مصرف شده است که هنوز حاوی مقادیر قابل توجهی پلوتونیوم است (شامل شکافت 239 Pu و  Pu241 تازه) معمولاً به دلیل رشد درونی  240Pu غیر شکافت پذیر پردازش مجدد نمی شود  واین ایزوتوپ
پلوتونیم نیاز به محتوای پلوتونیوم بالاتری در سوخت تولید شده از این پلوتونیوم برای حفظ حیاتی بودن دارد. جزء اصلی دیگر سوخت مصرف شده - اورانیوم بازفرآوری شده - معمولاً فقط به عنوان یک محصول جانبی بازیافت می شود و به دلیل رشد U236 اورانیوم و دیگر ایزوتوپ های "نامطلوب" اورانیوم. U236 در بازارقیمت های بدتری نسبت به اورانیوم طبیعی دارد.